# Nerja
Nerja er en by og kommune i det sydlige Spanien i provinsen Málaga. Den har et indbyggertal på 22.187 (2024) indbyggere.